# Stuart Adamson
William Stuart Adamson (Manchester, 11 de abril de 1958 — Honolulu, 16 de dezembro de 2001) foi um músico escocês. Ele ficou mais conhecido mundialmente como guitarrista, vocalista, compositor e um dos membros fundadores da banda de rock Big Country. Antes ele foi guitarrista, vocalista e um dos fundadores da banda de punk rock The Skids.

## Morte
Após enfrentar problemas de alcoolismo e depressão, Stuart se enforcou em 2001 em um quarto de hotel em Honolulu, Havaí.